# Buniawirusy
Buniawirusy (łac. Bunyaviricetes, dawniej Bunyaviridae) – rodzina wirusów zawierających segmentowany ssRNA(-). Genom tych wirusów zazwyczaj występuje w postaci trzech kolistych segmentów zwiniętych superhelikalnie, a jego wielkość waha się między 10,5 a 22,7 tysięcy par zasad. Wiele z nich infekuje stawonogi, rośliny, protisty i strunowce. Nazwa tej klasy pochodzi od miasta Bunyamwera w Ugandzie, gdzie odkryto pierwszego przedstawiciela tej klasy – wirusa Bunyamwera.
Charakteryzujących się następującymi cechami:
- symetria: helikalna;
- otoczka lipidowa: występuje, jest jednowarstwowa, a w pojedynczej otoczce może znajdować się kilka (zwykle ok. 3) nukleokapsydów;
- kwas nukleinowy: segmentowany ssRNA(-); segmenty są koliste i często zwinięte superhelikalnie; wielkość genomu waha się między 10,5 a 22,7 tysięcy par zasad;
- replikacja: zachodzi w cytoplazmie zakażonej komórki;
- wielkość: 90-120 nm;
- gospodarz: stawonogi i kręgowce;
- cechy dodatkowe: wszystkie występujące w tej grupie wirusy poza hantawirusami mogą być przenoszone przez wektory (stawonogi).

W skład niniejszej rodziny wchodzi ponad 300 gatunków wirusów, zgrupowanych w 5 rodzajach:
- Rodzaj: Bunyavirus;
- Rodzaj: Hantavirus Hantawirusy - pod tym hasłem znajduje się opis poniższych gatunków;
  - Hantaan virus (HTNV), zwyczajowo wirus Hantaan, wirus Hanta, hantawirus;
  - Dobrava-Belgrad virus (DOBV), zwyczajowo wirus Dobrawa-Belgrad;
  - Puumala virus (PUUV), zwyczajowo wirus Puumala;
  - Seoul virus (SEOV), zwyczajowo wirus Seoul;
  - Sin Nombre virus (SNV), zwyczajowo wirus Sin Nombre;
- Rodzaj: Nairovirus;
- Rodzaj: Phlebovirus;
  - Rift Valley fever virus (RVFV), zwyczajowo wirus gorączki Doliny Rift;
- Rodzaj: Tospovirus.

Największe znaczenie medyczne mają hantawirusy przenoszone przez gryzonie i mogące stanowić w przyszłości istotne czynniki chorobotwórcze.